# Cristo en la cruz (Velázquez)
Cristo en la cruz, obra atribuida a Velázquez, tal vez de su taller, con firma apócrifa y fecha 1631, conservada en el Museo del Prado de Madrid, (España) desde 1946.

## Historia del cuadro
El cuadro se encontraba en el convento de las Bernardas Recoletas del Santísimo Sacramento de Madrid hasta el final de la Guerra Civil. Habiendo sufrido daños durante la guerra, fue donado al Estado a cambio de la restauración del convento y devuelto a él como obra de escuela madrileña del siglo XVIII, época a la que pertenece el propio convento. Al ser limpiado en el Museo del Prado después de 1940 apareció la inscripción «Do. Velázquez fa 1631», que se creyó auténtica aunque causaba extrañeza que Velázquez, quien raramente firmaba sus obras, hubiese querido firmar esta pintura menor. En 1946 fue finalmente adquirido para el Museo del Prado.

## Descripción del cuadro
Cristo aparece crucificado mirando al cielo, con los pies apoyados en el supedáneo y con cuatro clavos tal y como aconsejaba Francisco Pacheco, el maestro del pintor. El tronco del cuerpo de Cristo, el paño de pudor y las piernas se relacionan estrechamente con el Cristo procedente del convento de San Plácido, con la diferencia de tratarse de un Cristo vivo, con los brazos en tensión formando un ángulo muy cerrado lo que acrecienta el patetismo de la obra.  
La cruz aparece entera, clavada  entre un grupo de piedras entre las que destaca una calavera que la tradición atribuye a Adán, ante un paisaje urbano que evoca Jerusalén. En la parte superior de la cruz está sujeto el título trilingüe.

## Estudio crítico
Rechazado por José López-Rey y Jonathan Brown en sus respectivos estudios de la obra de Velázquez, fue incluido en 1990 en la exposición antológica dedicada al pintor en el Museo del Prado, figurando con el n.º 27 a pesar de ciertas reservas expresadas por Julián Gállego en su ficha, por considerarlo «mucho menos afín a la manera de Velázquez que el Cristo de San Plácido», apuntando que pudiera tratarse del que se mencionaba en el inventario de los bienes del pintor con el número 724, «Un Xpto crucificado, de vara y quarto de alto y tres cuartos de ancho» (aproximadamente 105 x 36 cm). Maurizio Marini, n.º 67, admite su autografía e indica que quizá se trate de un estudio para el Cristo de San Plácido. 
El estudio técnico realizado en el Museo del Prado, bajo la dirección de Carmen Garrido, descarta la autografía apuntando que la obra «refleja la influencia velazqueña, pero la manera de hacer del artista que la llevó a cabo no encaja con exactitud con la de Velázquez». 
En el análisis técnico se aprecian largas pinceladas de tonalidad clara enmarcando el costado y brazo derecho, recordando las empleadas por Velázquez para situar sus figuras en el espacio y destacar sus perfiles, con la diferencia de que en el Cristo de las Bernardas esas pinceladas son superficiales, mientras que en las obras indudables de Velázquez quedaban veladas. Para los fondos se emplean transparencias al modo del artista sevillano, pero las pinceladas se aplican mecánicamente y de un modo regular. Las pinceladas en la carnación y el paño de pureza son sueltas y rápidas, muy cargadas de pasta, pero a la vez contenidas y precisas; las sombras se recortan sin transiciones. 
Las semejanzas, pues, se producen sólo en la superficie, por la imitación de la anatomía y de los juegos de luz y sombra terminados del Cristo de San Plácido, desconociendo los pasos previos y las técnicas empleadas por el artista para alcanzar esos efectos. Sería, en conclusión, «una pintura de época, muy velazqueña en cuanto al modelo y la técnica se refiere, de gran finura y maestría de ejecución y de una belleza final muy bien conseguida, que tal vez salió del taller del artista».